# (33788) 1999 RL240
1999 RL240 (asteroide 33788) é um asteroide da cintura principal. Possui uma excentricidade de 0.10520510 e uma inclinação de 12.17498º.
Este asteroide foi descoberto no dia 11 de setembro de 1999 por LONEOS em Anderson Mesa.